# Point Possession
Point Possession – jednostka osadnicza w Stanach Zjednoczonych, w stanie Alaska, w okręgu Kenai Peninsula.